# Bob ai IV Giochi olimpici invernali - Bob a due maschile
La gara di bob a due maschile ai IV Giochi olimpici invernali si è disputata tra il 14 e il 15 febbraio a Garmisch-Partenkirchen.

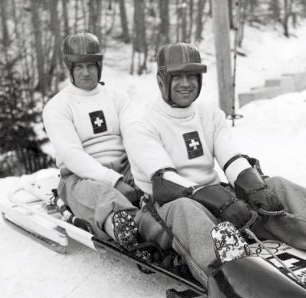
Gli svizzeri Fritz Feierabend (a destra) e Joseph Beerli, vincitori della medaglia d'argento

## Atleti iscritti
| America (4)                                                   | America (4)                                                       | America (4)                                                      |
| ------------------------------------------------------------- | ----------------------------------------------------------------- | ---------------------------------------------------------------- |
| - Stati Uniti (4)                                             |                                                                   |                                                                  |
| Europa (42)                                                   |                                                                   |                                                                  |
| - Austria (4) - Belgio (4) - Cecoslovacchia (4) - Francia (4) | - Germania (4) - Italia (4) - Liechtenstein (2) - Lussemburgo (4) | - Paesi Bassi (2) - Regno Unito (2) - Romania (4) - Svizzera (4) |

## Risultati
| Pos. | Nazione           | Atleti                                       | Manche1 | Manche2 | Manche3 | Manche4 | Totale  | Distacco |
| ---- | ----------------- | -------------------------------------------- | ------- | ------- | ------- | ------- | ------- | -------- |
|      | Stati Uniti I     | Ivan Brown Alan Washbond                     | 1:22.50 | 1:21.02 | 1:25.39 | 1:20.38 | 5:29.29 |          |
|      | Svizzera II       | Fritz Feierabend Joseph Beerli               | 1:26.34 | 1:20.31 | 1:24.11 | 1:19.88 | 5:30.64 | +1.35    |
|      | Stati Uniti II    | Gilbert Colgate Richard Lawrence             | 1:25.06 | 1:21.94 | 1:24.80 | 1:22.16 | 5:33.96 | +4.67    |
| 4    | Gran Bretagna I   | Frederick McEvoy James Cardno                | 1:25.61 | 1:23.85 | 1:28.58 | 1:22.21 | 5:40.25 | +10.96   |
| 5    | Germania I        | Hanns Kilian Hermann von Valta               | 1:27.29 | 1:24.24 | 1:26.63 | 1:23.85 | 5:42.01 | +12.72   |
| 6    | Germania II       | Fritz Grau Albert Brehme                     | 1:30.66 | 1:23.33 | 1:26.94 | 1:23.78 | 5:44.71 | +15.42   |
| 7    | Svizzera I        | Reto Capadrutt Charles Bouvier               | 1:25.45 | 1:23.69 | 1:34.09 | 1:23.00 | 5:46.23 | +16.94   |
| 8    | Belgio I          | Rene Baron Lunden Eric Vicomte De Spoelberch | 1:25.82 | 1:24.35 | 1:32.31 | 1:23.80 | 5:46.28 | +16.99   |
| 9    | Belgio II         | Max Houben Martial van Schelle               | 1:31.73 | 1:24.05 | 1:26.13 | 1:25.41 | 5:47.32 | +18.03   |
| 10   | Paesi Bassi I     | Willem Barongevers Samuel J. Dunlop          | 1:31.41 | 1:24.99 | 1:25.71 | 1:26.00 | 5:48.11 | +18.82   |
| 11   | Italia II         | Edgardo Vaghi Dario Poggi                    | 1:30.03 | 1:25.66 | 1:29.04 | 1:26.29 | 5:51.02 | +21.73   |
| 12   | Italia I          | Antonio Brivio Carlo Solveni                 | 1:33.38 | 1:27.85 | 1:25.78 | 1:24.20 | 5:51.21 | +21.92   |
| 13   | Austria I         | Hans Stürer Hans Rottensteiner               | 1:28.12 | 1:25.20 | 1:30.55 | 1:28.13 | 5:52.00 | +22.71   |
| 14   | Francia I         | Jean de Suarez d'Aulan Jacques Bridou        | 1:32.49 | 1:25.59 | 1:28.93 | 1:27.80 | 5:54.81 | +25.52   |
| 15   | Romania I         | Alexandru Frim Costel Rădulescu              | 1:29.96 | 1:27.26 | 1:34.06 | 1:24.73 | 5:56.01 | +26.72   |
| 16   | Romania II        | Alexandru Budişteanu Dumitru Gheorghiu       | 1:30.37 | 1:27.58 | 1:34.11 | 1:26.85 | 5:58.91 | +29.62   |
| 17   | Cecoslovacchia II | Gustav Leubner Wilhelm Blechschmidt          | 1:32.53 | 1:29.23 | 1:31.59 | 1:26.12 | 5:59.47 | +30.18   |
| 18   | Liechtenstein I   | Eduard von Falz-Fein Eugen Büchel            | 1:30.96 | 1:26.91 | 1:35.27 | 1:28.20 | 6:01.94 | +32.65   |
| 19   | Austria II        | Hans Volckmar Anton Kaltenberger             | 1:33.71 | 1:26.28 | 1:30.50 | 1:31.81 | 6:02.30 | +33.01   |
| 20   | Cecoslovacchia I  | Josef Lanzendörfer Karel Růžička             | 1:31.40 | 1:28.90 | 1:36.57 | 1:32.83 | 6:09.70 | +40.41   |
| 21   | Francia II        | Louis Bozon Émile Kleber                     | 1:41.99 | 1:31.92 | 1:35.09 | 1:31.07 | 6:20.07 | +50.78   |
| 22   | Lussemburgo I     | Raoul Weckbecker Géza Wertheim               | 1:45.41 | 1:33.95 | 1:35.96 | 1:37.47 | 6:32.79 | +1:03.50 |
|      | Lussemburgo II    | Henri Koch Gustav Wagner                     | 1:42.02 | 1:31.91 | 1:29.76 | DNF     |         |          |